# Necropoli di Champrotard
La necropoli di Champrotard (pron. fr. AFI: [ʃɑ̃ʁɔtaʁ]), talvolta ortografato Champ Rotard o Champ-Rotard (omofoni), è un sito archeologico del comune di Villeneuve, in Valle d'Aosta, al limitare del territorio comunale di Introd. Essa sorge nel fondovalle nella località omonima e dista circa 10 km dall'imbocco della strada per il Gran San Bernardo e 15 km dall'imbocco per il Piccolo San Bernardo. Per arrivarci venendo da Aosta si supera Villeneuve e in corrispondenza del viadotto si lascia la statale per seguire le indicazioni per Introd. La necropoli si trova a fianco della centrale idroelettrica Champagne I.
Si tratta di una delle più estese necropoli neolitiche d'Italia.

## Storia e descrizione
La necropoli è stata scoperta nel 1917 durante i lavori di costruzione della centrale idroelettrica Champagne I. Le prime indagini archeologiche sistematiche sono svolte da Pietro Barocelli nello stesso anno e rivelano la presenza di venticinque tombe a cista risalenti al Neolitico.
Nelle tombe, in cui è quasi assente il corredo funerario, sono stati ritrovati vari manufatti: nella tomba n. 19 un frammento d'ascia di pietra giadeitica levigata realizzata con materiale proveniente dalla miniera di Praborna di Saint-Marcel, un raschiatoio di quarzo e un punteruolo di selce; nella tomba n. 25 un dente di cinghiale ornamentale con foro. Sono inoltre stati ritrovati altri denti e ossa di animali e resti di carbone.
Gli scheletri presentano una posizione accuratamente preparata e ipotesi divergenti sono state fatte sull'integrità o meno delle tombe da parte degli studiosi.
Barocelli, grazie alle conoscenze dell'epoca sulla tipologia delle tombe a cista e la posizione dei defunti, aveva attribuito la necropoli al Neolitico finale.
Successivamente, la necropoli di Champrotard è stata confrontata con altre necropoli europee, come quelle svizzere di tipo Chamblandes, e valdostane, come quella in frazione Fiusey scavata nel 1909 da Ernesto Schiaparelli, o quella di Vollein scavata a partire dal 1968 e con la quale presenta numerose analogie architettoniche. 
Il sito della necropoli di Villeneuve risulta essere stato pesantemente rimaneggiato nei secoli, soprattutto a causa della collocazione in una zona prevalentemente agricola, il che ha perturbato la capacità di attribuzione a un'epoca. Tuttavia, gli studiosi tendono ormai a concordare sul fatto che la necropoli sia stata utilizzata anche in epoca eneolitica (tra il 3500 a.C. e il 2300 a.C.). In particolare, le indagini del 1987 hanno permesso di confermare «due fasi nella frequentazione della necropoli: quella più recente riconducibile all'Eneolitico (III millennio a.C.) e quella più antica al Neolitico recente, quest'ultima basata sulla datazione al 14C (3640 a.C.) e sulla tipologia del corredo funebre.»
I crani ritrovati sono conservati nel museo archeologico regionale.
Cento metri a sud della necropoli, sulla roccia di Le Crou-Champrotard, si trovano varie incisioni rupestri scoperte da Franco Mezzena nel 1991 e studiate solo nei primi anni 2000 da Federica Banfo e Angelo Fossati, tra le quali si notano soprattutto coppelle e raffigurazioni di pugnali del tipo Remedello.
I ritrovamenti di altri reperti nei pressi del cimitero comunale e della fonderia Gervasone confermano l'occupazione del territorio di Villeneuve in epoca preistorica.

La pianta degli scavi del 1987, ripresa da Rosanna Mollo Mezzena nel 1997
Un cranio ritrovato nella tomba n. 25 della necropoli di Villeneuve